# Amna Nurhusein
 (mai 2019).
Si vous disposez d'ouvrages ou d'articles de référence ou si vous connaissez des sites web de qualité traitant du thème abordé ici, merci de compléter l'article en donnant les références utiles à sa vérifiabilité et en les liant à la section « Notes et références ».
Amna Nurhusein est une personnalité politique du Front populaire pour la démocratie et la justice. Ministre du tourisme entre 2001 et 2009, elle est par la suite ministre de la santé.